# Esteiro (Cedeira)
Esteiro (llamada oficialmente San Fiz de Esteiro) es una parroquia española del municipio de Cedeira, en la provincia de La Coruña, Galicia.

## Otras denominaciones
La parroquia también es conocida por el nombre de San Félix de Esteiro.

## Entidades de población
Entidades de población que forman parte de la parroquia:
- As Pedras
- Barral (O Barral)
- Campelo
- Campo da Cruz
- Cordobelas
- Corveiral
- Costa (A Costa)
- Edreiros (Os Edreiros)
- Fonte-Fría (Fontefría)
- Laboreña (A Laboreña)
- Laxe (A Laxe)
- Loureiros (Os Loureiros)
- Magdalena (A Madalena)
- Noval
- Os Freires
- Pedralba
- Pedreira (A Pedreira)
- Penas (As Penas)
- Peneiro (O Peneiro)
- Porto do Cabo
- Poza (A Poza)
- Saa
- San Miguel
- Santallamar
- Santo Isidro
- Sisalde Cativo
- Sisalde Maior
- Vilarcai
- Vilela

## Despoblados
Despoblados que forman parte de la parroquia:
- Ardeón
- Río do Muíño (Redemuíños)

## Demografía
| Gráfica de evolución demográfica de Esteiro entre 2000 y 2018 |
|                                                               |
| Datos según el nomenclátor publicado por el INE.              |